# Josh Klinghoffer
Josh Adam Klinghoffer (Los Angeles (Californië), 3 oktober 1979) is een Amerikaans muzikant en producer, vooral bekend als gitarist van de Red Hot Chili Peppers. Josh Klinghoffer verving John Frusciante in 2009 en werd met de Red Hot Chili Peppers op 14 april 2012 als jongste persoon ooit in de Rock and Roll Hall of Fame opgenomen.
Klinghoffer is ook de frontman van Dot Hacker en was een lid van Ataxia (samen met Frusciante) en The Bicycle Thief. Verder heeft hij zowel platen opgenomen met en getoerd als sessiemuzikant voor onder andere Beck, Butthole Surfers, Golden Shoulders, John Frusciante, Jon Brion, Nine Inch Nails, PJ Harvey, Sparks, that dog, The Bicycle Thief, Thelonious Monster, Vincent Gallo en Pearl Jam. Ook komt Klinghoffer in een reclame voor met Christina Aguilera waarin hij gitaar speelt.

## Biografie
Klinghoffer stopte met school op 15-jarige leeftijd en hield zich bezig met het opnemen van muziek en optreden in Los Angeles. In 1997, op zeventienjarige leeftijd, werd Klinghoffer lid van The Bicycle Thief. In 2002 begonnen Klinghoffer en toenmalig Red Hot Chili Peppers-gitarist John Frusciante samen liedjes te schrijven met als doel een album uit te brengen onder een nieuwe bandnaam. Uiteindelijk werd het album in 2004 uitgebracht als een van Frusciantes soloalbums, genaamd Shadows Collide with People. Op de volgende soloalbums van Frusciante is Klinghoffer te horen als drummer, bassist, achtergrondzanger, keyboardspeler en soms gitarist. Uiteindelijk vormde Klinghoffer met Frusciante en Joe Lally (bassist van Fugazi) een band genaamd Ataxia.

### Dot Hacker (2008-heden)
In 2008 richtte Klinghoffer zijn eigen band op, Dot Hacker, waarin hij de songwriter, zanger, gitarist en pianist is. De overige bandleden zijn Clint Walsh (gitaar, keyboards, achtergrondzang), Jonathan Hischke (basgitaar) en Eric Gardner (drums). Walsh, Gardner en Klinghoffer speelden hiervoor samen als tourmuzikant van Gnarls Barkley. In 2012 bracht Dot Hacker hun eerste album uit, Inhibition. Op 1 juli 2014 kwam het tweede album van Dot Hacker uit, How's Your Process (Work).
Op 20 januari 2017 bracht Dot Hacker hun derde album uit, genaamd N°3.

### Red Hot Chili Peppers
Van 2007 tot december 2019 speelde Klinghoffer met de Red Hot Chili Peppers.
In 2007 speelde hij in de laatste paar optredens van hun Stadium Arcadium-tour, als tweede gitarist, achtergrondzanger en keyboardspeler. Deze tour zou uiteindelijk de laatste tour van John Frusciante met de band zijn. Na deze tour namen de Red Hot Chili Peppers een pauze die uiteindelijk tot 2009 zou duren. In 2009 maakten de Peppers en Frusciante bekend dat Frusciante al een jaar daarvoor, in 2008, de band had verlaten en vervangen zou worden door Klinghoffer. In januari 2010 trad Klinghoffer voor het eerst op als leadgitarist en werd bekendgemaakt dat de Peppers, inclusief Klinghoffer, bezig waren met hun tiende album I'm with You. Het album werd op 29 augustus 2011 uitgebracht. In april 2012 werd Klinghoffer opgenomen in de Rock and Roll Hall of Fame als lid van de Red Hot Chili Peppers. Met zijn 32 jaar was Klinghoffer de jongste muzikant ooit en verbrak hij het record van Stevie Wonder die op 38-jarige leeftijd in de Hall of Fame werd opgenomen.
In december 2019 verliet hij de band en kwam Frusciante weer terug.

### Pluralone
In november 2019 bracht hij zijn eerste soloplaat uit als Pluralone, genaamd To be one with you. Hierop spelen ook gastmuzikanten als Flea, Eric Avery (ex-Jane's Addiction), Jack Irons (ex-Pearl Jam en Red Hot Chili Peppers), Eric Gardner en Clint Walsh (Dot Hacker) mee.

## Tours
- The Bicycle Thief (gitaar, 2000)
- Vincent Gallo (gitaar, basgitaar & piano 2001)
- Butthole Surfers (gitaren & drums, 2001)
- Beck (gitaren, 2003)
- Moris Tepper (drums, 2004)
- PJ Harvey (gitaren, 2004)
- Michael Rother (drums, 2004)
- Sparks (2006)
- Gnarls Barkley (gitaren & synthesizer, 2006)
- Red Hot Chili Peppers (gitaren, vocalen, percussie & synthesizer, 2007)
- Red Hot Chili Peppers (gitaar, 2011/12)
- Pearl Jam (gitaar, zang, 2022/23)

## Discografie
met The Bicycle Thief
- You Come and Go Like a Pop Song (1999)

met Golden Shoulders
- Let My Burden Be (2002)
- Friendship Is Deep (2004)
- Get Reasonable (2009)

met John Frusciante
- Shadows Collide with People (2004)
- The Will to Death (2004)
- Inside of Emptiness (2004)
- A Sphere in the Heart of Silence (2004) (credited to both Frusciante and Klinghoffer)
- The Empyrean (2009)

met Ataxia
- Automatic Writing (2004)
- AW II (2007)

met Warpaint
- Exquisite Corpse (2008)

met Red Hot Chili Peppers
- I'm with You (2011)
- Official Bootlegs (2011-2012)
- 2011 Live EP (2012)
- Rock & Roll Hall of Fame Covers EP (2012)
- The Getaway (2016)

met Dot Hacker
- Inhibition (2012)
- Dot Hacker EP  (2012)
- How's Your Process (Play) (2014)
- How's Your Process (Work) (2014)
- N°3 (2017)

Als Pluralone
- To be one with you (2019)
- I don't feel well (2020)
- This is the Show (2022)

Overig
- Song Yet to be Sung – Perry Farrell (2001)
- Blowback – Tricky (2001)
- California Clam Chowder – Thelonious Monster (2004)
- The Roads Don't Love You – Gemma Hayes (2005)
- Modern Folk and Blues: Wednesday – Bob Forrest (2006)
- Dog Problems – The Format (2006)
- The Peel Sessions 1991-2004 – PJ Harvey (2006)
- A Loveletter to the Transformer, Pt. 1 The Diary of IC Explura (2007)
- Nun Lover! – Spleen (2007)
- The Deep Blue – Charlotte Hatherley (2007)
- Stainless Style – Neon Neon (2008)
- The Odd Couple – Gnarls Barkley (2008)
- The Blue God – Martina Topley-Bird (2008)
- Chains – Pocahaunted (2008)
- The Silence of Love – Headless Heroes (2008)
- The Last Laugh – Joker's Daughter (2009)
- Bambi Lee Savage – "GJ and the PimpKillers" (2009)
- Pop Killer – Paul Oakenfold (2010)

## Uitrusting

### Gitaren
- '63 Fender Stratocaster – Tobacco Sunburst. Gebruikt voor nummers als Higher Ground en Emit Remmus
- '66 Fender Stratocaster "Nero" – Zwart met '68 neck. Klinghoffers standaard Stratocaster
- '74 Fender Hardtail Stratocaster "Gus" – Zwart
- Gretsch White Penguin "Pingu" – Californication-era; Californication en Otherside
- Gibson ES-335
- '67 Fender Telecaster – cadeau van Frusciante. Gebruikt voor Around the World
- '64 Fender Jaguar – Sherwood Green
- Gibson Firebird (12-string)
- Fender Coronado (12-string) – Burnt Orange

### Snaren
- D'Addario (.11-.49) voor "Pingu"
- D'Addario standard 12-snarige sets voor Firebird en Coronado
- D'Addario (.10-.46) voor alle overige gitaren

### Plectrum
- Dunlop Tortex – .60mm (Oranje)

### Versterkers
- Marshall Major
- Silvertone
- Fender Super Six

### Pedalen/Effecten
Onder andere:
- BOSS (12): TU-2 Tuner, DS-1, Analog Delay, DD-3 (clipped repeats), Vibrato (Suck My Kiss), CE-2 x2, SG-1 Slow Gear, RV-5, DD-6 (cascading repeats), CS-2 compressor
- Electro-Harmonix (5): Deluxe Memory Man, Deluxe Memory Man Tap Tempo, Cathedral, Freeze, Holy Grail
- Moog Music (2): Low-pass filter, 12-stage phaser (Throw Away Your Television)
- Line 6 (2): FM4 (synth sounds), DL4
- Wilson (2): Effects Fuzz, Effects Haze
- Ibanez (1): WH10
- Marshall (1): Guv'nor
- Pigtronix (1): PolySaturator (x1)
- Lastgasp (1): Labs Cybertronic (high-end, whispy filter)
- Lo-Tech-N-Fi-Bot (1): Pocket Synth
- Bright Onion (1): looper (killswitch)
- Framptone (1): 3-banger amp switcher
- Red Panda (1): Particle (delay/pitch shift)

- Bibliothèque nationale de France: cb161878074 (data)
- Gemeinsame Normdatei: 135392306
- International Standard Name Identifier: 0000 0000 7734 2499
- Library of Congress Control Number: n2009052476
- MusicBrainz: 3f6e1477-03dc-4117-ac15-ec53b776e9a0
- Nationale Bibliotheek van Tsjechië: xx0149701
- Virtual International Authority File: 171149106196368491618